# Alchemilla rivulorum
Alchemilla rivulorum é uma espécie de rosácea do gênero Alchemilla, pertencente à família Rosaceae.